# 日本センター (ロシア)
独立非営利法人「貿易経済交流発展のための日本センター」（ロシア語: Автономная некоммерческая организация "Японский центр по развитию торгово-экономических связей"（以下、「日本センター」））は日本政府がロシア連邦内6都市に設置した独立非営利法人（NPO）。日露間の経済交流に資する日本のビジネスの知見をロシアに紹介し、また様々な日本関係の事業を行う拠点である。

## 概要
ロシアにおける市場経済改革支援の一環として、日本国政府は1994年以来ロシア連邦内6都市に日本センターを設置している。将来日露経済関係の分野で活躍することが期待される人材の育成のために、経営関連講座、日本語講座などに様々な技術支援を行っている。所管は日本国外務省である。  
現在、次の6か所に拠点があり、モスクワ日本センターが本部、それ以外の5センターは支部となっている。
- ハバロフスク日本センター（1994年11月開設）
- ウラジオストク日本センター（1996年4月）
- サハリン日本センター（ユジノサハリンスク、1996年9月）
- モスクワ日本センター（2001年1月）
- サンクト・ペテルブルク日本センター（2001年3月）
- ニジニー・ノヴゴロド日本センター（2001年10月）

## 日本センターの活動
- 巡回講座／訪日研修、OJT研修
- 現地企画講座
- ビジネス日本語講座等
- 日露経済交流の促進に向けた事業

## ロシアによるウクライナ侵攻の影響
- 2022年2月のロシアによるウクライナ侵略を受け、当面の間、上記日本企業支援事業及び日本語講座等以外は、原則見送りとしている。
- 2025年1月15日、ロシア政府は国内で日本政府が設置している6か所の日本センターについて、日本との間で交わした運営に関する覚書の適用を終了すると発表した。[3]
- 2025年1月31日、ロシアの裁判所は日本政府が設置している「日本センター」のうち、極東サハリン州にある事務所について、必要な許可を得ずに日本語教育を行っていたとして罰金を命じた。ただ、この日本語講座はこれまで、長年にわたり正式な事業として続いてきたもので、今回の決定の背景には日ロ関係の悪化があるとみられる。サハリンの裁判所は1月22日、日本センターの所長に3万ルーブル、日本円にしておよそ4万7000円の罰金を命じた。[4]

## 参照項目
- 日露貿易投資促進機構[5]
- 日本貿易振興機構 (JETRO)[6]
- 国際交流基金の世界22か所の拠点（パリ日本文化会館、ケルン日本文化会館、ロサンゼルス日本文化会館など）
- 日本人材開発センター - 国際協力機構（JICA）が協力しておもに発展途上国に展開する人材開発センター [7] がしばしば「日本センター」と呼ばれる（モンゴル日本センターなど）